# Anton Baumstark
Anton Baumstark jr. (ur. 4 sierpnia 1872 w Konstancji, zm. 31 maja 1948 w Bonn) – niemiecki orientalista zajmujący się chrześcijaństwem przedchalcedońskim.

## Życiorys
Był współtwórcą porównawczej metody badania liturgii. W latach 1919–1930 był profesorem honorowym na uniwersytecie w Bonn, w 1923 w Nijmegen, 1926-1940 w Utrechcie a w okresie 1930-1935 w Münster.

## Wybrane publikacje
- Lucubrationes Syro-Graecae, "Jahrbücher für classische Philologie" Supplementband 21 (1894), s. 353-524.
- Syrisch-arabische Biographieen des Aristoteles. Syrische Kommentare zur Eisagoge des Porphyrios. Leipzig: Teubner 1900. Aristoteles bei den Syrern vom V. - VIII. Jahrhundert. Syrische Texte herausgegeben, übersetzt und untersucht von Dr. A. Baumstark. Erster Band. Reprint: Aalen, Scientia Verlag, 1975 (Habilitationsschrift).
- Die Messe im Morgendland, Kempten - München 1906.
- Das Gesetz der Erhaltung des Alten in liturgisch hochwertiger Zeit. In: JLw 7 (1927), S. 1-23
- Festbrevier und Kirchenjahr der syrischen Jakobiten. Paderborn 1910.
- Die christlichen Literaturen des Orients. G. J. Göschen'sche Verlagsbuchhandlung, t. 1-2, Leipzig 1911. 
  - I: Das christlich-aramäische und das koptische Schrifttum
  - II: Das christlich-arabische und das äthiopische Schtifttum; Das christliche Schrifttum der Armenier und Georgier
- Geschichte der syrischen Literatur mit Ausschluß der christlich-palästinischen Texte. Markus + Weber, Bonn 1922. Unveränd. photomechan. Nachdruck: de Gruyter, Berlin 1968.
- Vom geschichtlichen Werden der Liturgie, Freiburg i. Br. 1922.
- Liturgie comparée. Conférences faites au Prieuré d'Amay. Édition refondue. Chevetogne o.J. [1939]; 3. édition revue par Bernard Botte. Ed. de Chevetogne, Chevetogne 1953.
- Comparative Liturgy. Revised by B. Botte. English Edition by F. L. Cross, A. R. Morsbray and Co., London 1958.
- Liturgia comparada (Cuadernos Phase 155-156). 2 Bände, Centre de Pastoral Litúrgica, Barcelona 2005, ISBN 84-9805-086-3 ISBN 84-9805-087-1 (ohne die Bibliographie und das Register).
- Herausgeber der Zeitschrift Oriens Christianus 1901–1941 (mit Unterbrechungen).

## Publikacje w języku polskim
- O historycznym rozwoju liturgii, przekł. i wprowadzenie Marian Wolicki, Kraków: "Unum" 2001, ISBN 83-87022-26-8